# Berrahal
Berrahal è un comune dell'Algeria, situato nella provincia di Annaba.